# John McDonnell (homme politique britannique)
Pour les articles homonymes, voir John McDonnell et McDonnell (homonymie).
John McDonnell, né le 8 septembre 1951 à Liverpool,, est un syndicaliste et homme politique britannique, membre du Parti travailliste. Il a été Chancelier de l'Échiquier du cabinet fantôme de septembre 2015 à avril 2020.

## Origines et études
Il est issu d'un milieu ouvrier. Son père est docker, puis, lorsque le chômage frappe les docks de Liverpool, devient conducteur de bus. Il est également secrétaire local du Syndicat des travailleurs des transports (Transport and General Workers' Union). John McDonnell effectue ses études secondaires dans une grammar school (école sélective pour les meilleurs élèves) à Great Yarmouth, mais arrête sa scolarité à l'âge de 17 ans pour travailler comme employé de magasin. Il enchaîne une succession d'emplois non qualifiés, et reprend ses études, d'abord dans un institut d'études techniques à Burnley, où il étudie la sociologie et l'histoire économique. À l'âge de 23 ans il entre à l'Université Brunel, où il obtient une licence en sciences politiques. Marié jeune puis divorcé, en parallèle à ses études il aide son ex-épouse à s'occuper d'une dizaine d'enfants dans un foyer pour enfants orphelins ou retirés à leurs parents. Il obtient par la suite un diplôme de Master en sciences politiques et en sociologie au Birkbeck College de l'Université de Londres.

## Débuts
Il rejoint le Parti travailliste en 1974, et travaille dans le département d'assurance sociale de l'Union nationale des mineurs (National Union of Mineworkers), puis du Congrès des syndicats (Trades Union Congress). En 1981, à l'âge de 29 ans, il est élu membre du Conseil du Grand Londres (Greater London Council), représentant le Parti travailliste et la circonscription de Hayes et Harlington. Il est nommé numéro deux de l'administration municipale dirigée par Ken Livingstone, et est chargé des finances et du budget. Il met en place une politique de grands investissements dans les services publics. Toutefois, lorsqu'il insiste pour faire réduire le prix des billets des transports publics à Londres, malgré un ordre contraire des tribunaux, Livingstone le limoge, peu avant que le Conseil du Grand Londres ne soit abrogé par le gouvernement de Margaret Thatcher en 1986. En 1987, il devient président de l'Association des autorités publiques de Londres, chargé de représenter les autorités des arrondissements de Londres « dans leurs relations avec le gouvernement central et avec l'Europe ».

## Député
Il se présente sans succès aux élections législatives de 1983, puis de 1992. Il est finalement élu député travailliste de la circonscription de Hayes et Harlington, avec 62 % des voix, lors des élections législatives de 1997. Ces élections marquent le retour triomphal des Travaillistes au pouvoir, après dix-huit ans dans l'opposition. Porté par Tony Blair, le parti est devenu le « New Labour », abandonnant ses racines socialistes et ouvrières pour se rapprocher du centre en politique. McDonnell, toutefois, appartient à l'aile gauche du parti, et devient membre du Groupe de campagne socialiste, qui rassemble les députés de la gauche du Parti travailliste, et dont il devient à terme le président,. 

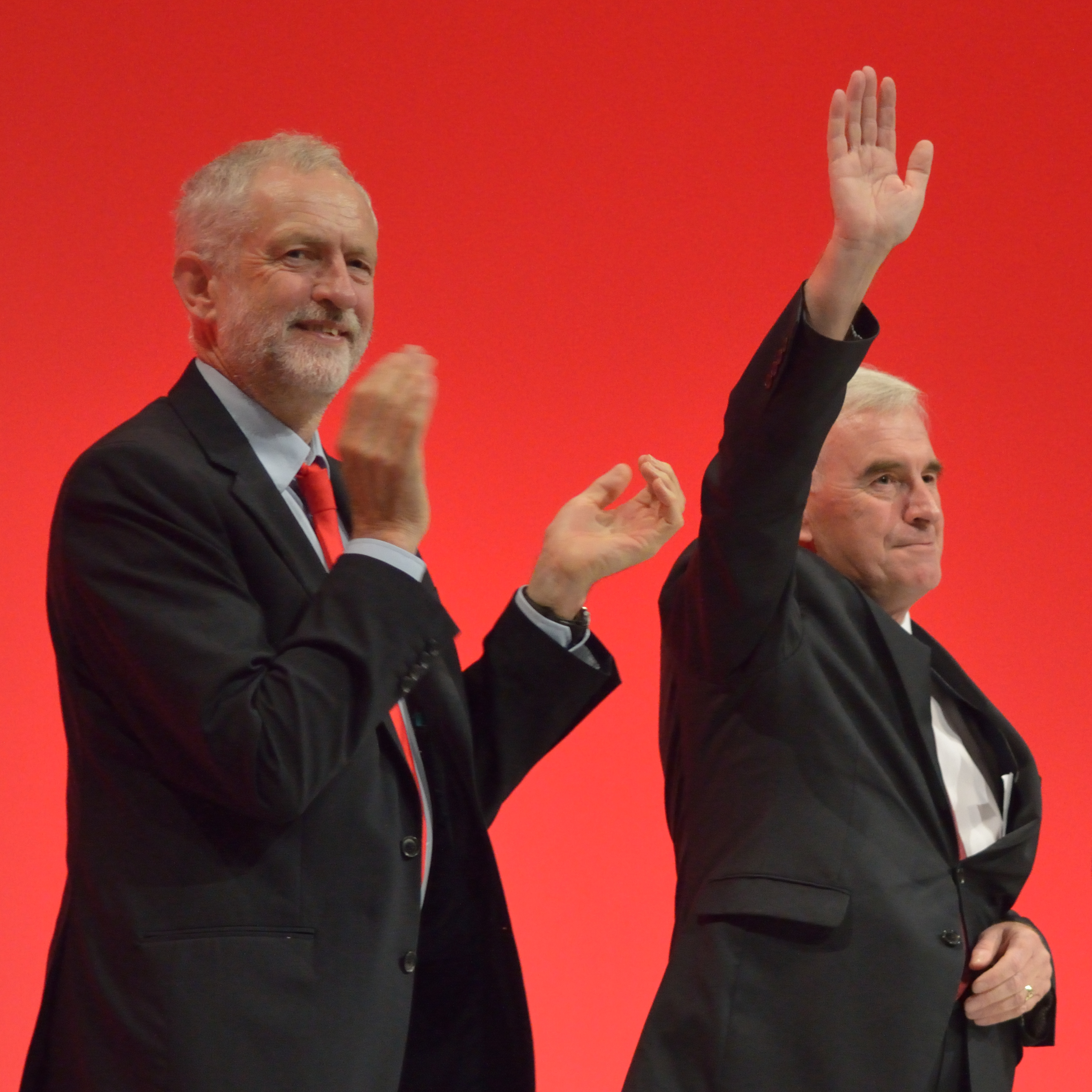
John McDonnell (d.) avec Jeremy Corbyn lors de la conférence du Parti travailliste en septembre 2016.

Réélu en 2002 et 2005 durant les années Blair, tenu à l'écart des instances dirigeantes du parti, il siège comme simple député, et fait partie des « rebelles » du groupe parlementaire. En 2003, il vote contre la guerre d'Irak. Il prend la tête d'un groupe de pression appelé « Services publics, pas profits privés » (Public Services Not Private Profit), qui s'oppose à la politique de partenariat public-privé introduite par le gouvernement Blair dans les services publics, et notamment dans le service de santé publique. Le groupe rassemble seize syndicats et plusieurs autres organisations. McDonnell s'oppose également à l'introduction puis à l'augmentation de frais d'inscription aux universités, ainsi qu'aux politiques de surveillance et de restrictions des libertés publiques introduites par le gouvernement Blair dans le cadre de la lutte contre le terrorisme. En 2003, il déclenche une controverse en honorant publiquement Bobby Sands et « le courage et les sacrifices » des membres de l'IRA durant le conflit nord-irlandais. Il est contraint de clarifier ses propos : « Les négociations sur l'avenir de l'Irlande du Nord n'auraient pas eu lieu si cela n'avait pas été pour les actions militaires de l'IRA. Que je sois clair : Je tiens en horreur le fait de tuer des êtres humains innocents. Mon argument, c'était que les républicains [c'est-à-dire les nationalistes irlandais] avaient le droit d'honorer ceux qui ont rendu possible ce processus de négociation qui a mené à la paix ». En 2015, il admet qu'il n'aurait jamais dû prononcer de tels propos, et présente ses excuses lors de l'émission télévisée politique Question Time.
Il est réélu député en 2010 (lorsque les Travaillistes perdent le pouvoir), et en 2015. En 2007, puis à nouveau en 2010, il souhaite se porter candidat à la direction du Parti travailliste, mais est soutenu par trop peu de députés, et sa candidature n'est pas validée. Ayant souffert d'une crise cardiaque, il renonce à une troisième tentative en 2015, et préside la campagne de son ami Jeremy Corbyn, dont il partage les principales convictions. Corbyn est élu chef du parti le 12 septembre, et nomme McDonnell au poste de Chancelier de l'Échiquier fantôme dans son Cabinet fantôme, malgré les critiques et les inquiétudes de l'aile droite du parti. Il est ainsi chargé d'articuler et de défendre la politique économique anti-austéritaire que souhaite porter Corbyn, ainsi que sa volonté d'avoir recours à une politique d'assouplissement quantitatif pour stimuler l'économie et créer des emplois. McDonnell exprime ainsi sa position : « Nier le déficit budgétaire serait absurde si nous souhaitons être crédibles sur le plan économique auprès de l'électorat. […] Donc, pour être clair : Le Parti travailliste sous Jeremy Corbyn s'engage à éliminer le déficit et à forger une économie où nous vivrons en accord avec nos moyens. [Mais] nous ne pensons pas que la grande majorité des personnes, aux revenus moyens ou faibles, qui n'ont pas provoqué cette crise économique, devraient payer pour la résoudre »,. Il développe le programme économique que les travaillistes présentent aux élections législatives de 2017 : « renationalisation des chemins de fer, de l’électricité, de l’eau et de la poste, relance budgétaire, contrôle plus étroit des banques, actionnariat populaire dans les grandes entreprises ».